# Воскресенский, Дмитрий Иванович
Дмитрий Иванович Воскресенский (17 октября 1926, Любим, Ярославская губерния — 28 декабря 2021, Москва) — советский учёный в области антенной техники, доктор технических наук, профессор. Лауреат Государственной премии СССР (1984) и Премии Совета Министров СССР (1989). Заслуженный деятель науки Российской Федерации (1998).

## Биография
Родился 17 октября 1926 года в городе Любиме Ярославской области.
С 1943 года, в период Великой Отечественной войны, в возрасте семнадцати лет Д. И. Воскресенский начал свою трудовую деятельность на Рыбинском заводе, изготавливая снаряды для нужд фронта, и одновременно заочно учился в Рыбинском авиационном техникуме. С 1944 по 1951 годы, одновременно с учёбой в авиационном техникуме, который окончил с отличием в 1946 году, Д. И. Воскресенский обучался на заочном, с 1946 года — на очном отделении МАИ. С 1951 по 1954 годы обучался в аспирантуре.
С 1954 года на педагогической работе в МАИ — преподаватель, доцент и профессор, а в 1975 году был назначен заведующим кафедрой радиопередающих и антенно-фидерных устройств Факультета радиоэлектроники летательных аппаратов МАИ, сменив на этом посту основателя кафедры, профессора М. С. Неймана.
В 1955 году Д. И. Воскресенский защитил диссертацию на соискание учёной степени кандидата технических наук по теме «Исследование изгибов прямоугольных волноводов», в 1966 году — докторскую диссертацию. В 1958 году решением Высшей аттестационной комиссии Д. И. Воскресенскому было присвоено учёное звание — доцент, в 1967 году присвоено учёное звание — профессор.
Д. И. Воскресенский является автором 20 монографий, 32 изобретений и свыше 200 научных работ, под руководством Д. И. Воскресенского было защищено более 40 кандидатских и 12 докторских диссертаций. Д. И. Воскресенский, помимо педагогической работы, активно занимался научной деятельностью: с 1955 по 1960 годы работал над созданием теории волноводных систем, с 1963 по 1978 годы разрабатывал новый вид выпуклых сканирующих антенн, с 1980 по 1990 годы разрабатывал радиооптические антенные решётки, с 1995 по 2010 годы занимался развитием теории активных и цифровых антенных решёток. Помимо основной работы, Д. И. Воскресенский с 1968 по 1991 годы входил в экспертный совет ВАК СССР.
В 1984 году Д. И. Воскресенский был удостоен Государственной премии СССР в области науки и техники.
В 1998 году Д. И. Воскресенский был удостоен почётного звания — Заслуженный деятель науки Российской Федерации.
Скончался Д. И. Воскресенский 28 декабря 2021 года.

## Награды

### Звания
- Заслуженный деятель науки Российской Федерации (1998[6])

### Премии
- Государственная премия СССР (1984[5])
- Премия Совета Министров СССР (1989[1])